# 알렉산드로스 입실란티스
알렉산드로스 입실란티스(그리스어: Αλέξανδρος Υψηλάντης 알렉산드로스 입실란디스[*], 그리스어 발음: [aˈleksanðros ipsiˈla(n)dis], 1792년 12월 12일~1828년 1월 31일) 또는 알렉산드르 콘스탄티노비치 입실란티(러시아어: Алекса́ндр Константино́вич Ипсила́нти)는 그리스의 독립운동가, 군인이다.
러시아 제국의 장교로 제6차 대프랑스 동맹에 참가하였다. 1820년 그리스 독립 운동의 비밀 단체인 필리키 에테리아의 지도자가 되었다. 이듬해 오스만 제국 내의 분쟁을 틈타 몰다비아 등지에서 반란을 일으켰다. 드라가샤니 싸움에서 패하여 헝가리에 망명하였다가 오스트리아 정부에 잡혀 1827년까지 옥살이를 하였다. 그의 독립 운동이 그리스 독립의 실마리가 되었다.